# Short Skirt/Long Jacket
Short Skirt/Long Jacket er navnet på en single lavet af det alternative rockband Cake. Singlen var den første fra deres album Comfort Eagle og er nok en af Cakes mest populære sange.

## Teksten
Teksten handler om en mand, der har meget specifikke krav når det kommer til kvinder. I starten er kravene rimelige (fra engelsk: "Jeg vil have en kvinde med et sind som en diamant, jeg vil have en kvinde som ved hvad er bedst"), men mod slutningen bliver kravene mere tilfældige og urimelige (fra engelsk: "Ved Citibank vil vi mødes tilfældigt, vi starter med at snakke når hun låner min kuglepen" og "Hun skifter sit navn fra Kitty til Karen, hun bytter sin MG til en hvid Chrysler LeBaron"). Det overordnede indtryk er en pige som har forladt fest-livstilen og har tilsluttet sig det forenede Amerika.

## Musikvideo
Sangens musikvideo indeholder udelukkende Vox Populi blandt befolkningen, der har hovedtelefoner på og skal lytte til sangen mens de kommenterer den. Personerne viser en bred vifte af reaktioner på sangen, ved at udtrykke enten begejstring eller kritik. Nogle af dem danser glad til sangen, mens f.eks. en mand giver hovedtelefonerne tilbage og nægter at høre mere af den. En anden mand er så glad for sangen, at han ønsker at tage to eksemplarer.

### Citater
- "Jeg har hørt det hele tilbage i 40'erne" ("I've heard this all back in the 40s")
- "Som en psykolog, tror jeg den har en terapeutisk værdi" ("As a psychologist, I think this has therapeutic value")
- "Jeg kan ikke lide na-na-na-delen" ("I don't like the na-na-na part")
- "Jeg kan ikke lide alt den hamren" ("I don't like all that thumping..")